# أنس أحناش
أنس أحناش (بالهولندية: Anass Ahannach) هو لاعب كرة قدم هولندي في مركز الوسط، ولد في 7 فبراير 1998 في أمستردام في هولندا. لعب مع ألميره سيتي.

## وصلات خارجية
- أنس أحناش على موقع قاعدة بيانات كرة القدم.إي يو (الإنجليزية)
- أنس أحناش على موقع Soccerway.com (الإنجليزية)
- أنس أحناش على موقع عالم كرة القدم.نت (الإنجليزية)